# Ma famille afghane
Pour plus de détails, voir Fiche technique et Distribution.
Ma famille afghane (Moje slunce Mad) est un film d'animation franco-tchéco-slovaque réalisé par Michaela Pavlátová, sorti en 2021.

## Synopsis
Herra est une étudiante tchèque. Elle rencontre Nazir qui est afghan, ils deviennent amoureux. Nazir doit rentrer en Afghanistan, Herra décide de l'accompagner, ils s'y marient.

## Fiche technique
- Titre original : My Sunny Maad
- Titre français : Ma famille afghane
- Réalisation : Michaela Pavlátová
- Scénario : Ivan Arsenyev, Yaël Giovanna Lévy et Petra Procházková
- Musique : Evgueni Galperine et Sacha Galperine
- Animation : Gao Shan Pictures, Alkai
- Montage : Evženie Brabcová
- Production : Peter Badac, Ron Dyens et Petr Oukropec
  - Production exécutive : Lucie Bolze
- Sociétés de production :  Sacrebleu Productions, Negativ S.R.O. et BFilm ; SOFICA : Cinécap 3, Cofimage 3
- Société de distribution : Diaphana Distribution
- Pays de production :  Tchéquie,  France et  Slovaquie
- Langue originale : persan et anglais (version internationale), tchèque
- Format : couleur
- Genre : animation
- Durée : 80 minutes
- Dates de sortie :
  - France : 14 juin 2021 (Festival international du film d'animation d'Annecy) ; 27 avril 2022 (sortie nationale)
  - Slovaquie : 14 octobre 2021
  - Tchéquie : 21 octobre 2021
  - Suisse romande : 27 avril 2022

## Distribution

### Version originale
- Zuzana Stivínová : Herra
- Shahid Maqsoodi : Maad
- Shamla Maqsoodi : Freshta
- Mohammad Aref Safai : Kaiz
- Maryam Malikzada : Roshangol
- Haji Gul Aser : Nazir

### Version tchèque
- Zuzana Stivínová : Herra
- Hynek Cermák : Nazir
- Ivan Trojan : Kaiz
- Miroslav Krobot : le grand-père
- Berenika Kohoutová : Roshangol
- Daniela Kolárová : Nafisa
- Eliska Balzerová : la mère

## Distinctions

### Récompenses
- Festival international du film d'animation d'Annecy 2021 : prix du jury
- Festival international du film de Guadalajara 2021 : meilleur film
- Bucheon International Animation Festival 2021 : prix du jury et Cocomics Music Prize
- César 2023 : meilleur film d'animation

### Nominations
- Golden Globes 2022 : meilleur film d'animation